# Tomasz Archidiakon
Tomasz Archidiakon (łac. Thomas Archidiaconus, chorw. Toma Arhiđakon, w polskiej literaturze również Tomasz ze Splitu, Tomasz ze Spalato) (1200-1268) – trzynastowieczny chorwacki historyk i archidiakon Splitu, znany za sprawą dzieła Historia Salonitana, kroniki biskupów i archidiakonów Splitu od 1266 r. Kształcił się we Włoszech a następnie zajmował się kopiowaniem i upowszechnianiem włoskich wzorców w instytucjach średniowiecznego Splitu. 

## Historia Salonitana
Kronika, z której korzystał m.in. Długosz, powstała blisko sto lat po Latopisie popa Duklanina i jest z nim zbieżna w tym, że autor również utożsamiał Słowian z Gotami, jednak przytoczył opowieść o pochodzeniu szlachty chorwackiej z północy, która jest niezależna od wspomnianego wcześniejszego źródła. Tomasz Archidiakon podaje, że w jego opowieści tkwią wątki różnego pochodzenia: wzięte ze źródeł pisanych, ustnych oraz z "opinii", czyli domysłów (Nos uero, ut in precedentibus, partim scripta, partim relata, partim opinionem sequentes, conemur esponere). Autor opowiada o wędrówce Gotów-Słowian (protoplastów Chorwatów) z Teutonii i Polski pod wodzą Totili (co prawdopodobnie jest zmyśleniem, gdyż król Ostrogotów operował na terenie Italii i Dalmacji). Następnie donosi, że z "polskich stron" przybył lud zwany Lingones złożony z 7 lub 8 rodów, które opanowały kraj Curetia, zmieszały się z autochtonami i przybrały nową nazwę Chorwatów. Autor podaje też, że "Goci" (Słowianie) przybyli z Polski lub Czech (Gothorum tempore, qui Totila duce de partibus Teutonie et Polonie exierunt, dicitur Salona fuisse destructa [...] Uenerant de partibus Polonie, qui Lingones appellatur, cum Totilla septem uel octo tribus nobilium [...] Gothi a pluribus dicebantur, et nichilominus Sclavi, secundum proprietatem nominis eorum, qui de Polonia seu Boemia uenerant). Henryk Łowmiański uważał, tę opowieść za możliwy ślad tradycji o pochodzeniu Chorwatów zza Karpat, jednak skojarzenie wędrówki z Polską uznał za domysł Tomasza, gdyż nazwa Polonia weszła w użycie na początku XI w., a wędrówka Chorwatów miała miejsce ponad 300 lat wcześniej. Zagadkowa nazwa etniczna Lingones, która w starożytności określała celtycki lud osiadły na prawym brzegu Padu została przez Archidiakona (który zapewne spotkał się z nazwami Lengyel czy Lachy) skojarzona z Polakami.